# Гусарская баллада (балет)
«Гусарская баллада», соч. 25 — балет Тихона Хренникова в трёх актах. Либретто Олега Виноградова по мотивам пьесы Александра Гладкова «Давным-давно».

## История создания
Идея создания балета по пьесе Александра Гладкова «Давным-давно» принадлежит сценаристу и режиссёру Александру Белинскому. Ещё в конце 1960-х годов он написал сценарий для Екатерины Максимовой. Ставить балет должен был Олег Виноградов. Спустя долгое время, в 1977 году Виноградов вернулся к либретто, полностью его переработал и предложил композитору Тихону Хренникову написать музыку к балету на основе его работ к спектаклю Театра Советской армии и фильму Эльдара Рязанова «Гусарская баллада».
Первоначально Хренников собирался использовать эту музыку для создания мюзикла, но после предложения Олега Виноградова и создания балетных спектаклей «Наш двор» и «Любовью за любовь», композитор взялся написать новый балет. Сам Виноградов ставить спектакль не стал, лишь подсказал балетмейстеру-постановщику Дмитрию Брянцеву некоторые решения и мизансцены. После удачной премьеры в Ленинградском театре оперы и балета имени С. М. Кирова, Брянцев же и перенёс балет в Большой театр.

## Действующие лица
- Шура Азарова
- Ржевский
- Иван, слуга Шуры
- Граф Нурин
- Денис Давыдов
- Жермон
- Друг Ржевского
- Генерал
- Азаров
- Губернатор
- Князь Балмашов
- Французский офицер
- Кузины
- Гости на балу, партизаны, русские и французские солдаты

## Сценическая жизнь

### Ленинградский театр оперы и балета имени С. М. Кирова
Премьера прошла 4 апреля 1979 года
Художественный руководитель постановки Олег Виноградов, балетмейстер-постановщик Дмитрий Брянцев, художник-постановщик Семён Пастух, художник по костюмам Галина Соловьёва, дирижёр-постановщик Валерий Гергиев
Действующие лица
- Шура Азарова — Наталья Большакова, (затем Татьяна Гумба, Ольга Вторушина, Ирина Чистякова)
- Ржевский — Вадим Гуляев, (затем Юрий Гумба, Николай Ковмир)
- Граф Нурин — Геннадий Бабанин
- Давыд Денисов — Дмитрий Корнеев
- Губернатор — Владимир Пономарёв

### Большой театр
Премьера прошла 30 марта 1980 года
Художественный руководитель постановки Олег Виноградов, балетмейстер-постановщик Дмитрий Брянцев, художник-постановщик Семён Пастух, художник по костюмам Галина Соловьёва, дирижёр-постановщик Александр Копылов
Действующие лица
- Шура Азарова — Екатерина Максимова, (затем Нина Сорокина, Марина Сидорова (Котова))
- Ржевский — Вадим Гуляев, (затем Юрий Владимиров, Виктор Барыкин, Николай Дорохов)
- Граф Нурин — Василий Ворохобко
- Денисов — Сергей Радченко
- Жермон — Ксения Рябинкина

### Постановки в других театрах
- 1980 — Куйбышевский театр оперы и балета.

Балетмейстер-постановщик Игорь Чернышёв.
Действующие лица: Шура Азарова — Наталья Шикарева, Ржевский — Геннадий Акачёнок
- 23 октября 1981 — Челябинский театр оперы и балета.

Балетмейстер-постановщик Игорь Чернышёв, художник-постановщик Наталия Хренникова, дирижёр-постановщик Нариман Чунихин
- 15 ноября 2011 — Красноярский театр оперы и балета[2]

Балетмейстеры-постановщики Сергей Бобров и Юлиана Малхасянц
- 2 ноября 2024 — Челябинский театр оперы и балета.

Дирижер-постановщик — Евгений Волынский, хореографы-постановщики —  Сергей Бобров, Юлиана Малхасянц, художник-постановщик — академик Дмитрий Чербаджи